# Agnes Miegel
Agnes Miegel (nacida el 9 de marzo de 1879 en Königsberg (Prusia Oriental) - fallecida el 26 de octubre de 1964 en Bad Salzuflen, (República Federal de Alemania) fue una escritora, periodista y poetisa alemana. 

## Biografía
Recibió el Premio Kleist de poesía en 1913, el Premio Herder en 1936, el Premio Goethe de la Ciudad de Fráncfort en 1940, el premio de literatura de la Academia Bávara de Arte (Literaturpreis der Bayerischen Akademie der Künste) en 1959 y el Premio Cultural de Prusia Occidental en 1962.  Fue miembro de la Academia Alemana de Poesía (Deutsche Akademie der Dichtung) y Doctora Honoris Causa por la Universidad de Königsberg.

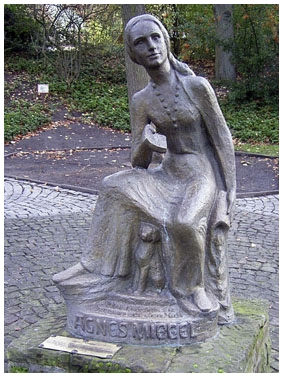
Monumento a Agnes Miegel en Bad Nenndorf

Sus obras más conocidas son baladas escritas en la tradición clásica y poemas sobre su tierra, Prusia Oriental.

## Obras
- 1901, Gedichte ("Poesías").
- 1907, Balladen und Lieder ("Baladas" y lieder).
- 1927, Spiele, un drama.
- 1932, Neue Gedichte ("Nuevas poesías").